# Лёф, Фредрика
Фредрика Лёф (швед. Fredrica Löf, урождённая Йоханна Фредрика Лёф (швед. Johanna Fredrika Löf), также известная как Фредрика Лёвен (швед. Fredrique Löwen); октябрь 1760 — 17 июля 1813) — шведская сценическая актриса.
Была первой женщиной-звездой новообразованного Королевского драматического театра, основанного в год её дебюта
.

## Биография
Фредрика Лёф родилась в Торсокере, в шведской провинции Сёдерманланд. Она была дочерью Йохана Готфрида Лёфа и Катарины Шарлотты Стольхаммар (или Стольханд). Её отец служил при королевском дворе в качестве лекаря, мундшенка и тафельдекера, а до этого был лакеем Ловисы Мейерфельдт. Первоначально его звали Лёве, но он сменил свою фамилию на Лёф.
Её дата рождения обычно указывается как 4 декабря, но поскольку она была крещена 7 октября, считается, что она родилась в октябре незадолго до своего крещения. Она была крестницей дворян Хедвига Катарины Делагарди, Ханса Хенрика фон Ливена и Ханса Фредрика Рамеля. Семья была бедной, у Фредрики было семь сестёр и один брат.

### Ранняя биография и карьера
Фредрика Лёф и её сестры сначала были известны как «Лёвенские девушки», будучи частью «более утончённого стокгольмского полусвета» или класса элитных проституток. Её сестры Шарлотта и Ловиса обе вышли замуж за барона Акселя Адама Хирту, а Ловиса позднее была замужем за бароном Виктора фон Штедингом. Фредрика Лёф родила своего первого внебрачного ребёнка в 1779 году, а через год после этого она зарегистрировалась как проживающая одна в своём собственном доме со своей дочерью Йоханной Фредрикой.
Вероятно, примерно с 1780 года Фредрика Леф была студенткой во Французском театре в Больхусете в Стокгольме, где её руководил Жак-Мари Буте де Монвель. Анн Мария Милан Дегийон, вероятно, также была её наставницей. Вероятно, Фредрика выступала в небольших партиях, как и другие шведские студенты, например Ларс Хьортсберг. Для французских актёров той эпохи было обычным делом брать себе сценическое имя. Это было не так распространено в Швеции, но Фредрика Лёф, получившая образование во Французском театре, приняла французскую версию своего имени в качестве сценического псевдонима и изменила свою фамилию на первоначальную фамилию своего отца, называя себя «Фредрикой Лёвен». Однако обычно её всё ещё называли Фредрикой Лёф, и под этим именем она наиболее часто упоминается в литературе.

### Карьера в Королевском драматическом театре
В 1787 году Фредрика Лёф получила место в шведскоязычном театре Адольфа Фредрика Ристеля в Больхусете, а когда в следующем году он был преобразован в Королевский драматический театр, она стала членом его первого поколения актёров.
Фредрика Лёф дебютировала в Королевском драматическом театре Стокгольма 6 мая 1788 года в роли Сири Браге в пьесе шведского короля Густава III «Сири Браге и Йохан Гюлленстьерна». Её дебют был успешным.
Марианна Эренстрём сравнивала её с Мадемуазель Жорж, и Фредрика славилась «своим хорошо звучащим вокальным органом, а также своим красивым греческим лицом и стройной фигурой, которыми она, наряду с большим количеством естественной теплоты в своей игре, очаровывала публику без усилий». Её манера игры была описана как «благородная», с чувствительностью и душевностью, а её голос — как чистый и мягкий. Она получала много похвал за свои костюмы, рекомендации которых можно встретить в современных ей источниках. В этот период считалось нормой, что актёр сам проектировал и финансировал создание своих костюмов. Фредрика также высоко ценилась различными критиками за свою элегантность и хорошее чувство стиля.
Фредрика Лёф стала первой актрисой театра в 1788 году и имела свой самый большой успех в годы регентства, в 1792—1796 годы. Она занимала высокое положение в театре и именовалась: «актрисой королевского театра первого класса». Она получала довольствие в размере 600 крон от Королевской оперы в дополнение к своему жалованью в Королевском театре.
Фредрика Лёф также была выборным членом совета директоров актёров. Королевский драматический театр управлялся голосованием на заседаниях правления каждый 14-й день совета из восьми выбранных актёров под руководством Королевской академии свободных искусств Швеции и официального руководства Королевской оперы с 1788 по 1803 год, находясь под наблюдением чиновника, назначенного Королевской оперой. Это делало актёров штатным сотрудниками королевского двора и обязывало их выступать для него, когда их для этого вызывали. В отличие от сотрудников Королевской оперы и Французского театра, актёры Королевского драматического театра содержались не за счёт королевского двора, а благодаря доходам театра.
Фредрика Лёф не умела читать и была вынуждена учить свою роль, заставляя других читать ей сценарии. Густав Мориц Армфельт, в качестве члена Королевской академии свободных искусств Швеции, курировавшей театр, написал королю в 1788 году и попросил, чтобы кто-то другой исполнил роль Сири Браге, а также рекомендовал актрису Гертруду Элисабет Форсселиус вместо Фредрики Лёф. Официальной причиной были названы её проблемы со здоровьем, но он также добавил, что писатель Карл Густав аф Леопольд был вынужден провести с ней три часа, чтобы та учила свою роль, из-за её неумения читать.

### Роли
Среди её ролей выделялись заглавная роль в «Семирамиде» Вольтера, где она наслаждалась своим «величественным» амплуа; заглавные роли в «Аталии» Жана Расина и «Дроттинг Кристине» (1790) Густава III, роль госпожи Ферваль в «Den förtroliga aftonmåltiden» и роль Сюзанны в «Женитьбе Фигаро» Бомарше (1799). Фредрика Лёф сыграла множество ролей в пьесах Августа фон Коцебу, Жана Расина, Вольтера и Фавара.
30 июня 1791 года она исполнила роль Амалии в пьесе Августа фон Коцебу «Незнакомец, или мир недовольства и тревоги» (швед. Den okände eller världsförakt och ånger), которая имела для неё большой успех. Говорили, что она сыграла её с «запредельной чувствительностью», которая заставляла «всех плакать», даже актрис из Французского театра, которые не понимали шведского языка.
В то время как Мария Франк и София Фроделиус играли в трагедиях и комедиях соответственно, а Эбба Морман исполняла «демонические» женские роли, таких как ведьмы и убийцы, Фредрика Лёф играла в романтических ролях любовниц и героинь, для которых она рекомендовалась по меньшей мере до 1801 года. Она ушла со сцены по окончании сезона 1808—1809 годов.

### Личная жизнь
Фредрика Леф жила в роскошной резиденции на площади Густава Адольфа в Стокгольме, где она принимала представителей культурной элиты, таких как Карл Микаэль Бельман, Тобиас Сергель и Луи Адриен Марелье, а также своих коллег. У неё был собственный экипаж, который возил её в театр и обратно.
О личной жизни Фредрики Лёф много судачили. Среди её любовников были скульптор Юхан Тобиас Сергель, а также поэт и журналист Юхан Хенрик Чельгрен. Фредрика Лёф имела репутацию куртизанки, но ей не нравилось, когда её сравнивали с актрисами, имеющими подобную же славу. Так, однажды, случился скандал, когда она обнаружила, что зарезервированная за ней ложа в опере занята актрисой Луизой Гёц, которая также считалась куртизанкой.
Фредрика Лёф никогда не была замужем, но у неё было трое детей: две дочери и сын. Её дочь Жанетт Фредрик Фредрисен (1779—1854) вышла замуж за оперного певца Карла Магнуса Крелиуса, мастера пения и учителя Енни Линд, а Фредрика Тересия Фредрисен (1780—1864) была замужем за майором Андерсом Андерссоном (1767—1818) и суперинтендантом Йонасом Петером Рундлёфом (1787—1861). У неё также был сын Йохан Давидсон, который стал моряком в 1802 году. Принц Швеции Фредрик Адольф называося в качестве отца её дочери, но никогда не было подтверждено то, что Фредрика Лёф и Фредерик Адольф состояли в отношениях, только то, что у принца и её сестры Эфросин была связь. Эфросин Лёф стала официальной любовницей принца после Софи Хагман в 1795 году.
В момент своей смерти Фредрика Леф жила в поместье своего родственника, Сёрбю, в Торсокере в Сёдерманланде. По словам Сергеля, в момент смерти она была невменяемой. По словам её коллеги Йохана Фредрика Викстрёма, она «умерла от какого-то расстройства мозга примерно в возрасте 50 лет».
Есть несколько изображений Фредрики Лёф, хранящихся в Национальном музее Швеции, многие из них были сделаны Сергелем, преимущественно в последние годы её выступлений на сцене.